# Villa Campolieto
La villa Campolieto è una villa vesuviana situata lungo il Miglio d'oro, nel comune di Ercolano.
La villa sorge in posizione panoramica sul lato rivolto al mare dell'allora strada regia per le Calabrie, nel tratto divenuto poi noto come Miglio d'oro per la presenza di questa ed altre dimore nobiliari di epoca borbonica.

## Storia

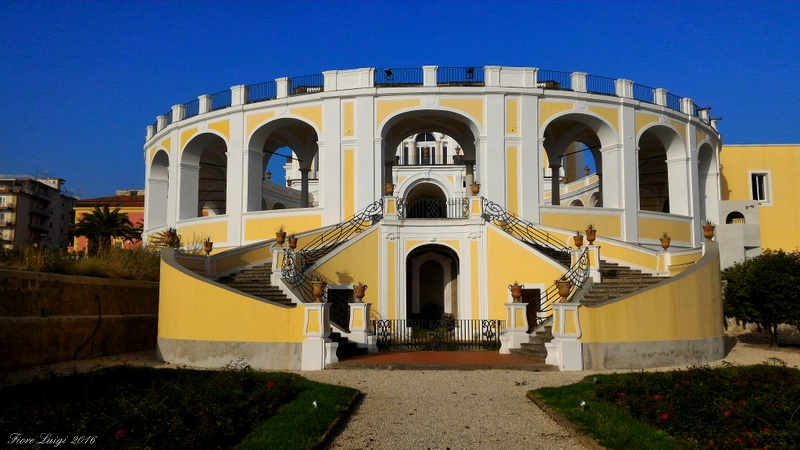
Esterno dal giardino

La villa fu fatta edificare a partire dal 1755 da Lucio di Sangro, duca di Casacalenda, che commissionò la progettazione ed esecuzione dell'opera a Mario Gioffredo; qualche anno dopo, per contrasti sorti tra l'architetto e i duchi Casacalenda, questi ultimi gli revocarono l'incarico, nonostante fosse ad uno stadio avanzato dei lavori. In un primo momento fu chiamato a sostituirlo l'architetto Michelangelo Giustiniani, ma poi l'opera fu affidata a Luigi Vanvitelli che diresse i lavori dal 1763 al 1773, dando così la propria impronta con l'esecuzione di poche ma sostanziali modifiche al progetto originario; dopo la sua morte, gli subentrò il figlio Carlo, che portò a compimento la fabbrica nel 1775.
Dopo la morte di Lucio di Sangro, la villa fu ereditata dal figlio Scipione che morì nel 1805 senza lasciare eredi; la proprietà della villa fu divisa fra vari nipoti e ne cominciò un lento declino, culminato durante la seconda guerra mondiale con l'occupazione militare. Nel dopoguerra la villa fu affidata all'Ente per le Ville Vesuviane, fu restaurata dall'architetto Paolo Romanello e posta sotto tutela dalle leggi italiane come bene culturale di particolare interesse.
Attualmente ospita la Stoà, Istituto di studi per la direzione e gestione di impresa, ed è teatro di eventi culturali e sociali. Negli anni Ottanta del XX secolo è stata spesso teatro del ballo di fine corso dei cadetti della Scuola Militare Nunziatella.

## Descrizione

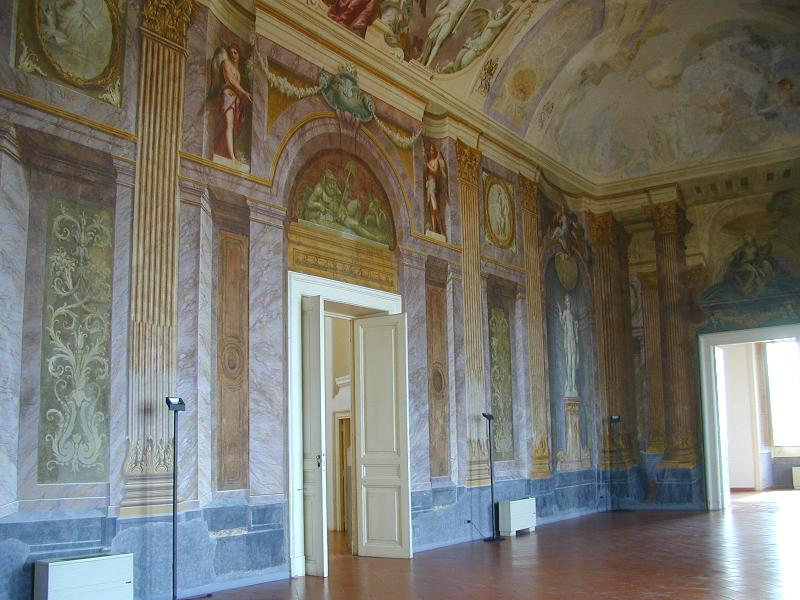
Particolare di una sala della villa Campolieto

L'impianto planimetrico è quadrangolare, con quattro corpi separati dai bracci di una galleria centrale a croce greca, con al centro una cupola illuminata da quattro finestre ovali.
La facciata anteriore a bugnato liscio, con uno zoccolo a bugnato in stucco, presenta due ordini di finestre, con quelle del piano nobile decorate da timpani triangolari. La facciata posteriore, che riprende gli elementi di quella anteriore, è però più interessante per la presenza di un ampio porticato con archi a tutto sesto, che il Gioffredo aveva pensato circolare, ma che il Vanvitelli volle ellittico e a ferro di cavallo, abilmente raccordato all'edificio con due archi ribassati con capitelli tuscanici. Il Vanvitelli supervisionò anche le decorazioni interne, tra le quali figurano opere di Jacopo Cestaro, Fedele Fischetti, Gaetano Magrì.

## La villa nel cinema
La scena del banchetto del film "Operazione San Gennaro" di Dino Risi (1966), è stata girata nello scalone centrale e al primo piano della villa. Anche nella seconda metà della prima puntata di Il cappello del prete (1970) sono presenti numerose riprese della villa non ancora restaurata.